# Битка при Газала
Битката при Газала от 26 май до 21 юни 1942 година е битка в района на селището Газала в Италианска Либия по време на Кампанията в Западната пустиня през Втората световна война.
След успеха на Операция „Крусейдър“ в края на 1941 година Съюзниците изграждат отбранителна линия между Средиземно море и пустинята Сахара западно от Тобрук. В Битката при Газала войските на Италия и Германия правят опит за обход от юг на линията, защитавана от британски, южноафрикански и индийски сили (с по-малки контингенти на „Свободна Франция“ и Съединените щати). Обходът е спрян и основните сили на Тристранния пакт попадат в неблагоприятно положение между съюзническите минни полета, но провалът на последвалата съюзническа контраатака им дава възможност да осъществят пробив и за ден да превземат дълго отбранявания от Съюзниците Тобрук.
Победата при Газала, смятана за най-големия успех в кариерата на германския командващ Ервин Ромел, дава възможност на Тристранния пакт да настъпи дълбоко в територията на Египет, където е спрян едва в Първата битка при Аламейн.